# 腦缺氧
脑缺氧（英語：Brain Hypoxia）是指脑血液循环中含氧减少，不能维持脑细胞代谢的最低水平而造成脑组织代谢紊乱或障碍。脑部是人体中对氧依赖最大的器官之一，对缺氧极为敏感，可引起多項病理临床变化，可表现为乏力、疲倦、头晕、头痛、眼花等症状；随着缺氧程度不断加重，则可出现与缺氧程度相关的意识障碍症状，如嗜睡、意识模糊、昏睡、谵妄，严重者可出现昏迷、大小便失禁。常见于缺血性脑卒中、贫血、一氧化碳中毒、严重肺水肿及心力衰竭等。

## 典型表现
脑缺氧的严重程度及时间长短决定了临床表现。轻度脑缺氧可出现头痛、头晕、反应迟钝、注意力不集中、判断及定向力差、乏力、烦躁等，一般不留后遗症。严重缺氧者，易留下后遗症，表现为昏迷、去脑强直、癫痫样抽搐、肌阵挛发作、脑干反射消失、呼吸麻痹、颅内压升高、脑细胞水肿及脑死亡。脑缺氧同时常伴有全身其他系统缺氧。脑缺氧经抢救意识恢复后数日至数周，可再度出现神经系统损害症。

## 总述
脑缺氧的病因众多，可能与呼吸、血液、心血管等多个系统有关。其中最为关键的是血液中的氧浓度显著降低或脑部的血流被阻断。各种与呼吸、循环相关的疾病、创伤、药物不良反应都可能诱发脑缺氧。

## 症状起因

### 缺血性缺氧
多见于急性大出血或进展较快的贫血病，由于血红蛋白减少造成氧携带能力降低而引起组织缺氧。也可见于脑缺血性病变，如脑梗死、短暂性脑缺血发作等。

### 淤血性缺氧
所吸入空气内的氧含量正常，也有足够血红蛋白携氧，但因血流速度减慢，单位时间内大脑得不到足够的血流，因而缺氧，最常见的病因是心臟衰竭，也多见与脑血栓、颈动脉硬化等。

### 组织中毒性缺氧
氰化物等可抑制细胞内的酶活动，特别是细胞色素氧化酶，从而阻碍组织的内呼吸称为组织中毒性缺氧。一氧化碳经呼吸道进入人体后，立即与血红蛋白（Hb）结合形成稳定的碳氧血红蛋白（COHb），造成血液携氧和脑组织利用氧的障碍。

### 低氧性缺氧
- 机械性因素：外部压迫（如颈部肿瘤等）、局部堵塞（如喉头水肿、气管异物等）、肺部广泛性炎症、肺水肿或溺水等。

- 神经因素：如药物中毒、麻醉、炎症、脑疝等造成呼吸中枢麻痹以及呼吸肌麻痹等。

- 循环因素：如患先天性心臟病时，部分血液未经肺循环；母体循环障碍时对胎儿造成的脑缺氧、休克等，此类缺氧一般发病比较缓慢。过度使用大脑后，脑耗氧量增加，但循环系统无代偿性改变，也会导致脑缺氧的常见原因。

- 环境因素：由于在海拔高的地区空气中氧分压低引起的低氧血症。